# 间岛
间岛（韓語：간도）是大韩帝國对图们江（韩語称为豆满江）以北、海兰江以南的称呼，亦称垦岛。
“间岛”一词源于今中华人民共和国吉林省龙井县开山屯镇船口村和朝鲜民主主义人民共和国咸镜北道穩城郡鍾城勞動者區间图们江上的一个沙洲，因当时朝鲜居民越江进入中国耕作的中间站而得名:224。后随着图们江以西一带朝鲜移民的增加，间岛指代范围逐渐扩大，廣義上指圖們江流域中國部分。满洲国曾在这一地区设立间岛省。韩国方面也有人认为间岛的范围远大于圖們江流域中國部分，甚至包含目前中国东北的東部以及俄羅斯沿海州的南部。

## 历史
- 1395年，朝鮮太祖北伐，以鴨綠江和圖們江為國界[4]。鄰近的鏡城因朱元璋評軍需運糧至當地不便，撤衛，將之劃予高麗；高麗因此設置鏡城郡，此事有高麗當年文書為證（孟森「清始祖布庫里雍順之考證」）。但因此地清初甚為荒凉，雙方並未著實勘測邊界。

- 康熙四十八年（1709年），康熙派雷孝思等传教士赴东北绘制地图。传教士们自5月开始至12月，绘制《盛京全图》、《乌苏里江图》等。康熙帝认为《盛京全图》中中朝边界“鸭绿、土门二江之间地方，知之不悉”。1711年令穆克登前往调查鸭绿江、图们江边界和长白山，要求他溯鸭绿江而上到达长白山，再调查图们江；还谕令他在次年春前往调查，如遇道路不通处，可“令朝鲜人供应”。1712年穆克登率部与朝方官员共同查边，5月15日，在长白山分水岭鸭绿江、图们江两江源头立碑，碑文注明“乌喇总管穆克登奉查边至此审视，西为鸭绿，东为土门，故于分水岭上勒石为记。康熙五十一年五月十五日” 该碑于1931年遗失。1957年8月勘察时，于天池东南方约5公里，西接大旱河，东邻黑石沟的地方发现碑座[5]。穆克登在天池以东百余里的地方寻找图们江水源，并称图们江北极一条支流红土水或红土山水（今赤峰、圆池附近）为图们江正源。从穆克登碑到红土山水一段有断流部分，河道干涸，两岸草稀土平，不易辨认。因此和朝鲜接伴使朴权商定在图们江江源地带数十里不见水痕地带，设棚立标。这是最早勘定的中朝边界。[6]立碑时绘制了《白山图》。定界碑在天池东南。穆克登碑确认了天池在中国境内。鸭绿江的走向比较明确，基本上没有什么异议。图们江走向模糊。江源有红土山水、石乙水、红丹水，穆克登定红土山水为图们江源后，对红土山水与穆克登碑之间“潜流”走向没有仔细辨识。未及“涌出处”十余里，找到了一派东流的小水，指定其为图们江源。穆克登令朝鲜利用农闲时机堆石立栅以为边界，边界实际延伸到了比红土水更靠北的位置，尔后又折回了红土水。穆克登立碑时所定的图们江源是流向松花江方向的，而没有直接连接到红土山水，当朝鲜官员发现水源错误后，将错就错，将连接到松花江上流的堆栅变更方向连接到红土水水源上了。穆克登草率处理，边境管理不善，连接图们江发源地的木栅全部朽烂，图们江上流边界线模糊不清，造成后世边界纠纷。

- 1762年（清乾隆二十七年），清朝对中国东北实施封禁政策。鸭绿江、图们江中朝边境地带亦为封禁重点。

- 1860年代以后，沙俄势力开始渗透清朝的东北部地区。东北是当时清朝统治者的“龙兴之地”，绝对不允许关内汉族人到东北。此时为移民实边，也不对外开放边禁。许多朝鲜平民渡过图们江，前去中国东北的荒地开拓，此即中国朝鲜族的源头之一。

- 1882年，吉林将军铭安要求对越来越多的中国境内的朝鲜人，依“云南苗人例”加以管理。但朝鲜高宗要求“刷还”领回朝鲜。

- 1883年，中国敦化地方官致信朝鲜地方官员，要求“越垦流民……务于今秋采稼收割以后，即行依限回国”。但是朝鲜流民并未依規全部回国。

- 1885年朝鲜王向清朝的礼部提出：朝鲜人只是渡过了豆满江（即图们江），而没有越过中朝界河土门江（指今天中国的海兰江），所以请求不要“刷还”当地垦民。此為间岛之争的源头。9月到11月，双方第一次勘界，史称“乙酉勘界”，朝方坚持图们江和土门江是两条江，界河图们江是现在中国境内的海兰江。所以谈判失敗。

- 1887年4月到5月，双方进行了第二次的共同勘界活动，史称“丁亥勘界”，双方一致同意所谓 “豆满江”、“土门江”就是今天的“图们江”的一音之转，但是双方对图们江的正源问题还是有分歧：朝方认为是红土水，中方认为是更南面一些的石乙水，于是双方（包括朝方代表李重夏）共同绘制地图，请求大清皇帝来裁定，皇帝裁定为石乙水，但朝鲜国王又提出异议。谈判仍然未果。

- 1889年，朝鲜令平安北道观察使在鸭绿江以北东边道地区设28个面，划归江界、楚山、慈城、厚昌四郡[7]。

- 1894年，中日两国因朝鲜问题，爆发了甲午战争，清军战败，承认朝鲜的独立国家地位。

- 1897年，大朝鲜国改名大韩帝国，提出图们江并非中朝国界，朝、中、俄三国应共同探查三国交界地带。

- 1900年，俄国出兵17万于10月侵占中国东北全境，令驻韩公使韦贝与大韩帝国外务大臣李道宰秘密会谈，达成对延边的共管协议。据宋教仁文集，主要内容如下：
  - 1、居住于韩国咸镜道间岛（指延边地区）之俄国人民与韩国人民，为欲互相和睦亲厚而各从事于产业，以间岛及其附近三哩之地，组织为一州，由两国人民共同协治行政，俄国政府对于此事申明无何等之异议；
  - 2、前款揭记之州长，由居住该地之韩人及二年以上居住该地之俄人以投票法选任之；
  - 3、州长在其管内，有关于行政、财政、兵事、卫生、教育、宗教上一切之统治权，且为保妥境内之故，得经俄、韩两国政府之认许，组织相当之警备兵；
  - 4、该地域发生扰乱，而州长不能镇抚之时，及第三国对于该地而为紊乱安宁秩序之干涉时，俄、韩两国政府当协同一致，讲适宜防御法，或互相照会，约以出兵。
  - 5、本条款非将来有不可回避之障碍及适当之理由，不得解废之。

- 1901年3月，韩国七八百名士兵越入中国，杀害地方团练38人，铡死中国农民6人，焚烧34户的住房。

- 1902年4月中俄签订《交收东三省条约》，韩国借俄国力量压服中国的计划破产。5月，韩国任命议政府从三品官李范允为视察官，要求延边朝鲜垦民向韩国交税；任命政府参赞李荣泰为乡约长，政府三品官徐尚武为副乡约长，保护朝鲜垦民。

- 1903年3月- 6月，徐尚武率30余人持枪在中国辑安、通化等五县征收户钱。9月韩国任命李范允为北间岛管理使，并照会清朝公使许台身。10月-11月，900名韩国官兵在延边杀害5个中国人，焚烧房屋、营房、学校，焚掠加入中国国籍的朝鲜垦民，财产损失19545.76两。年底，清朝外务部四次照会韩驻清使节朴齐纯，清朝驻大韩帝国使节三次照会韩国外务部，要求严禁军队越江。其11月26日表示，已经责令咸镜南北道、平安南北道官吏查办此事，又指令前线将领与清朝边境军政当局开始谈判。

- 截止1904年1月末，李范允在间岛征税、扩军、聘请沙俄教官[8]。2月4日，韩陆军参领照会清朝延吉厅同知，称“华兵皆匪类，不日派兵过江剿匪。”4月初，李范允调动炮队五六千人渡图们江，占领南北一百余里，东西二百余里的广阔地区。清朝吉强军统领胡殿甲和陈作彦调动军队和团练反击，4月12日-13日击溃韩军主力，夺回一些牲畜粮食，又分兵肃清各股韩军。韩军退回，把茂山郡沿江的本国民房防火烧毁坚壁清野。7月13日，双方代表议定《中韩边界善后章程》：“会堪以前，仍循旧以间隔图们江一带水各守汛地，均不得纵兵持械潜越滋衅”，“李视察管理北垦岛，华政府未给批准文凭，华政府并不允认。韩界官亦不勉强”。

- 1905年，日俄战争俄国兵败，李范允随俄军逃往俄国。11月，日本通过《乙巳保护条约》控制大韩帝国，插手间岛问题。

- 1906年12月，日本西园寺内阁在伊藤博文策划下，制定入侵延边的计划。

- 1907年，延边朝鲜垦殖户已达7万多人。日本文人和报纸称间岛地位未定，《朝日新闻》称间岛为独立国，为“日、俄、清、韩利权争夺之地”。8月，在六道沟成立“日本统监府间岛派出所”，部署270多名军警，组建各级政权，以韩帝的名义要求朝鲜垦民不服清朝统治。伊藤博文发布5条训令，“间岛为韩国领土”、“韩人不可服从清国之裁”。

- 1908年10月12日清朝巡检约30人到間島羽路洞发现韩人私自盖房，上前制止，与三名日本宪兵发生冲突，清人一死一伤，日人一伤[9]。

- 1909年9月4日，中日谈判解决中韩边境问题，日本特命全权公使伊集院彦吉和清欽命外务部尚书会办大臣梁敦彥在北京签定《图们江中韩界务条款》（又称間島協約），其中规定：图们江为中韩两国国界，并以石乙水为江源。后来的满洲国和朝鲜边境没有进行过大的变动。

- 浦项工业大学教授朴宣英研究，1948年7月10日中华民国国防部第二厅发给韩国外交部文件报告，1948年2月苏联和北韩在平壤商定，将间岛、安东及吉林定为韩人自治区；苏联欲将延吉、牡丹江、穆陵及其邻近地区划入北韩；这些地区由北韩正规军驻扎，朝鲜人主管地方行政，并另附了一张地图。

- 1970年代，韩国民間开始提出“间岛”问题。1978年元旦《韩国日报》刊载了徐桢哲的系列图片文章《新年展示韩国旧貌》，其中表述为当年日本和清朝签订的条约将韩国领土划为中国所有，提出要收回间岛。同年韩国兴起“恢复国史”运动，间岛问题也是核心内容。

- 2023年6月1日、共同民主党的文振碩國會議員、韓國国土管理学会、韓国歷史領土財團等在韓国国会圖書館舉辦「為收復北方領土相關的学術会議」，國會議員李楨文、前忠清南道知事梁承晁等政治家也一同出席。除了討論間島問題外，會議還邀請了滿洲國流亡政府的總統、總理等人上台演講，宣傳滿洲國復國運動[10]。

## 朝鲜半岛国家的态度

### 官方
1984年9月16日，韩国国会议员提出《关于确认白头山所有权之议案》讲到：“六十年代北韩与中共之间划定国境线之后，在背着我们的情况下，将白头山天池水面按南北方向一分为二。这种侵略体现在地图上……天池的一半划让给中国，是中国向朝鲜民主主义人民共和国提出的出兵参加朝鲜战争的代价”。
2011年韓國外交通商部在提交國會外交通商統一委員會的國監資料中表示，日本單方面同清朝簽訂的《間島協約》無效。但同時表示間島是複雜而敏感問題，需從歷史、國際法、政治外交角度慎重對待。
目前，朝鲜和韩国官方没有对中国提出该地区的领土要求。而且兩國的國歌中，都提及領土的北端只到長白山一帶而已。

### 民間
韓國民間團體「間島收復運動本部」於2005年時宣佈將每年9月4日定為「間島之日」，並在2009年9月4日時發起紀念「間島協約一百週年」運動。

## 外部連結
- 陶慕剑，《韩国首尔市议会制定所谓“间岛”问题决议案》，凤凰网资讯中心，2005年10月25日
- 清代中朝边界问题研究动态 （页面存档备份，存于）